# 41년

## 연호
- 후한(後漢) 건무(建武) 17년

## 기년
- 후한(後漢) 광무제(光武帝) 17년
- 신라(新羅) 유리 이사금(儒理泥師今) 18년
- 고구려(高句麗) 대무신왕(大武神王) 24년
- 백제(百濟) 다루왕(多婁王) 14년

## 사건
- 클라우디우스가 로마 황제가 되다.

## 사망
- 1월 24일 - 로마 제국 3대 황제 칼리굴라 (12년~)